# Martiherrero (kommunhuvudort)
Martiherrero är en kommunhuvudort i Spanien.   Den ligger i provinsen Provincia de Ávila och regionen Kastilien och Leon, i den centrala delen av landet, 100 km väster om huvudstaden Madrid. Martiherrero ligger 1 228 meter över havet och antalet invånare är 202.
Terrängen runt Martiherrero är kuperad åt nordväst, men åt sydost är den platt. Runt Martiherrero är det ganska tätbefolkat, med 134 invånare per kvadratkilometer. Närmaste större samhälle är Ávila, 7,2 km öster om Martiherrero. Trakten runt Martiherrero består i huvudsak av gräsmarker.